# Eilicrinia subcordata
Eilicrinia subcordata là một loài bướm đêm trong họ Geometridae.